# José Contreras

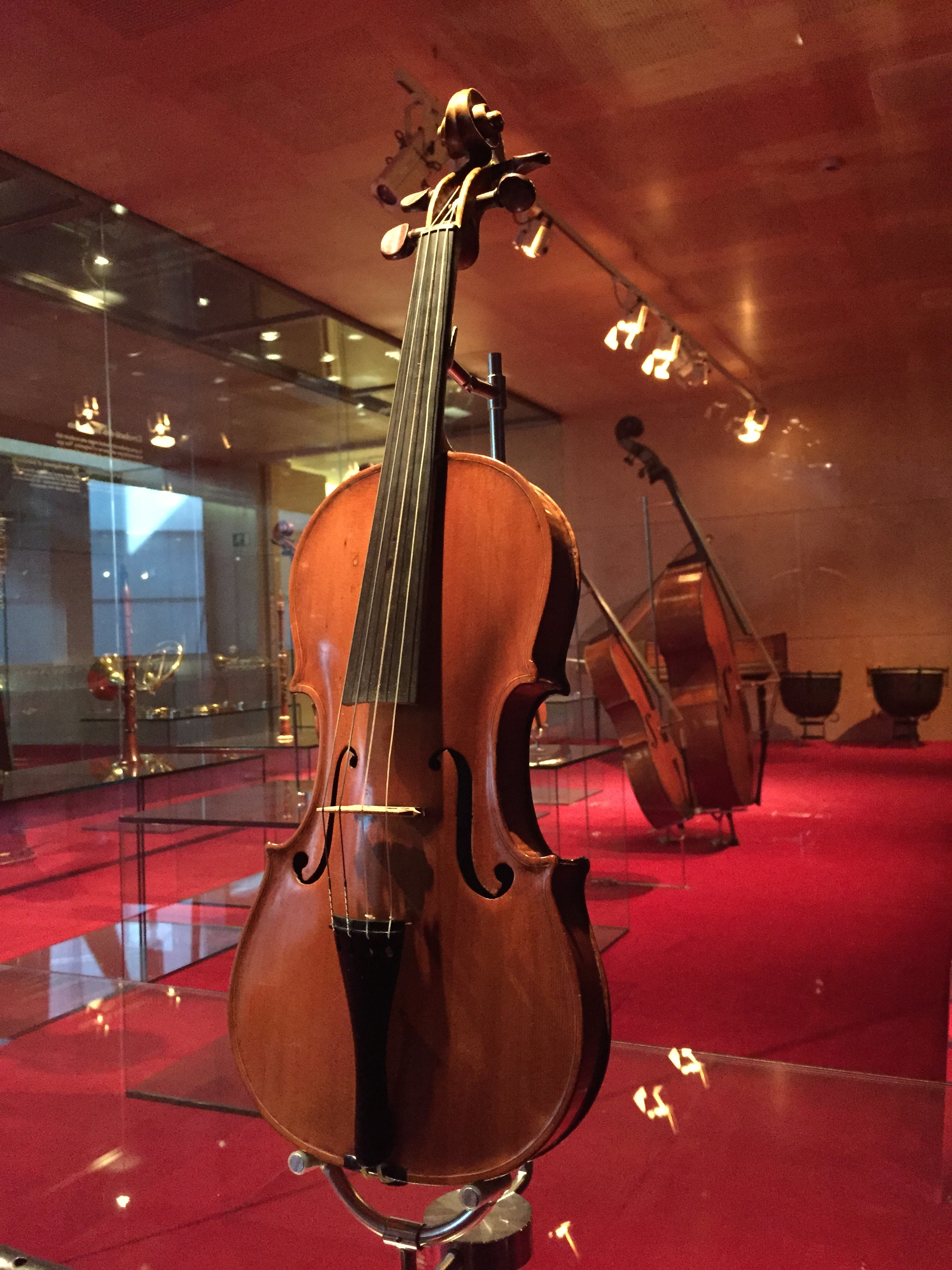
Violí de José Contreras, construït l'any 1741, MDMB 1058, Museu de la Música de Barcelona.

José Contreras fou un lutier nascut a Granada el 1710. Conegut com a "El Granadino", als voltants del 1740 es traslladà a Madrid on morí vers el 1779. Realitzà el seu aprenentatge a Espanya i fou nomenat violer reial a la cort de Felip V d'Espanya. Els seus treballs, comparables als dels millors mestres italians, estan molt ben realitzats. Utilitzà fustes de molt bona qualitat i vernís vermell fosc o groc transparent d'excepcional textura. El cantant italià Farinelli posseí un violí d'aquest lutier, juntament amb un Stradivari. A part de la producció de violins, s'han conservat algunes guitarres amb el nom de "Josephum Contreras".